# Coralie Simon
Coralie Simon (ur. 26 listopada 1987 w Périgueux) – francuska wioślarka.

## Osiągnięcia
- Mistrzostwa Świata Juniorów – Brandenburg 2005 – czwórka podwójna – 6. miejsce[1].
- Mistrzostwa Świata – Eton 2006 – dwójka podwójna wagi lekkiej – 14. miejsce[1].
- Mistrzostwa Świata U-23 – Glasgow 2007 – jedynka wagi lekkiej – 2. miejsce[1].
- Mistrzostwa Europy – Poznań 2007 – dwójka podwójna wagi lekkiej – 8. miejsce[1].
- Mistrzostwa Świata U-23 – Račice 2009 – dwójka podwójna wagi lekkiej – 5. miejsce[1].
- Mistrzostwa Europy – Brześć 2009 – dwójka podwójna wagi lekkiej – 6. miejsce[1].
- Mistrzostwa Europy – Montemor-o-Velho 2010 – jedynka wagi lekkiej – 7. miejsce[1].